# شهرستان الشعیب

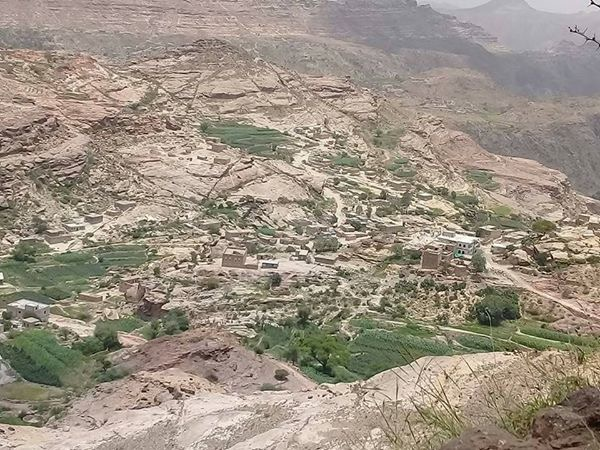
نمایی زیبا از ارتفاعات شهرستان الشعیب

ناحیهٔ الشعیب (به عربی: مدیریة الشعیب) یک ناحیه در یمن است که در استان ضالع واقع شده‌است.
ناحیهٔ الشعیب ۳۸٬۲۶۱ نفر جمعیت دارد.